# Mouvement antorchiste
Le Mouvement antorchiste (en espagnol Movimiento Antorchista), également dénommé La Flamme du paysan (en espagnol Antorcha Campesina), est une organisation politique nationale mexicaine dont le principal objectif est l'éradication de la pauvreté au Mexique.
Le mouvement a été fondé en 1974 dans la ville de Tecomatlán, située dans la région pauvre de la Mixteca Baja, dans l'État de Puebla, par un groupe de 40 étudiants et paysans menés par l'agronome Aquiles Córdova Morán, actuel secrétaire général du Mouvement.  Il a une forte présence nationale et s’appuie sur les sections les plus populaires du pays.  Se déclarant indépendant, il est financé exclusivement par les contributions de ses membres politiques et d’un réseau de petites entreprises.
Le mouvement a réuni 60 000 personnes pour les célébrations de son 40e anniversaire en 2014 au stade Alfonso-Lastras à San Luis Potosi,,.